# 1997年の航空
< 1997年
1996年の航空 - 1997年の航空 - 1998年の航空

## 航空に関する出来事

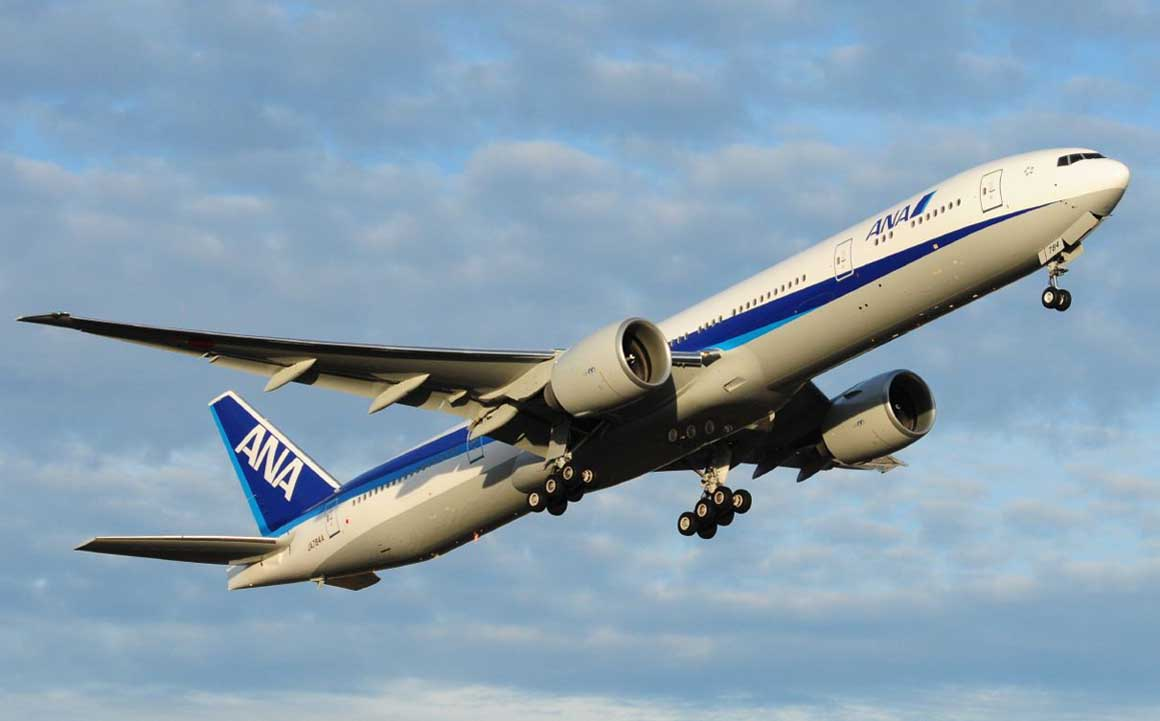
ボーイング777-300

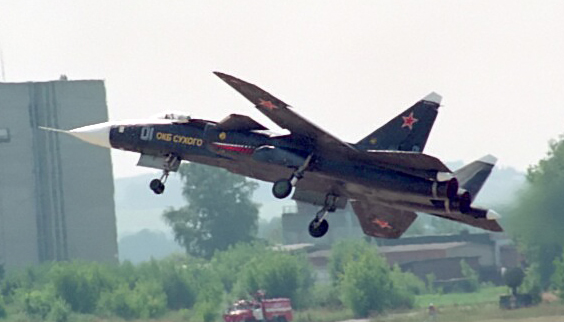
Su-47

- 1997年 - ブリティッシュ・エアウェイズが、世界各国のアーティストが制作した一機ごとに異なるデザインを垂直尾翼に施す、「ワールドイメージ」キャンペーンを行ったが、評判が悪く2001年には取りやめられた。
- 3月 - スペインの航空会社、エア・コメットが運行を開始した。
- 3月17日〜5月28日 - アメリカの女性実業家、リンダ・フィンチが復元したロッキード モデル10 エレクトラを操縦してアメリア・イアハートの世界一周飛行を再現した。
- 5月14日 - 世界で最初かつ最大の航空連合となるスターアライアンスが設立。
- 8月1日 - ボーイングとマクドネル・ダグラスが合併しボーイングとなった。
- 8月6日 - 大雨による視界不良の中、グアム国際空港に着陸しようとした大韓航空のボーイング747-300が空港手前の丘に墜落し、228人が犠牲となった。（大韓航空801便墜落事故）
- 9月8日 - ボーイング777-300がロールアウトした。 73mの全長は2001年にエアバスA340-600が現れるまで、最も全長の大きい旅客機であった。
- 9月25日 - 前進翼にカナード・尾翼を備えるソビエトの実験機Su-47が初飛行した。
- 9月26日 - ガルーダ・インドネシア航空のエアバスA300がインドネシアのメダンで墜落し234人が犠牲となった。（ガルーダ・インドネシア航空152便墜落事故）
- 11月17日 - バリュージェット航空が、エアトラン航空を買収（逆さ合併）し、その直後に「エアトラン航空」に社名変更した。

## 航空に関する賞の受賞者
- デラボー賞：スティーヴ・フォセット (USA)
- フランス飛行クラブ大賞（Grande Medaille de l'Aero-Club de France ）：クローディ・エニュレ(Claudie Haignere)、 シャノン・ルシッド(Shannon Lucid)、エレーナ・コンダコワ(Elena Kondakova)